# ISO 3166-2:IN
Die Liste der ISO-3166-2-Codes für  Indien enthält die Codes für die 28 Bundesstaaten und acht Unionsterritorien.

Die Codes bestehen aus zwei Teilen, die durch einen Bindestrich voneinander getrennt sind. Der erste Teil gibt den Landescode gemäß ISO 3166-1 (für  Indien IN), der zweite den Code für 28 Bundesstaaten und die acht Unionsterritorien wieder.
Die aktuellen Codes stehen auf der Seite der ISO unter #iso:code:3166:IN zur Verfügung.

## Kodierliste

Bundesstaaten und Unionsterritorien in Indien

### Bundesstaaten
| Bundesstaat       | Code  |
| ----------------- | ----- |
| Andhra Pradesh    | IN-AP |
| Arunachal Pradesh | IN-AR |
| Assam             | IN-AS |
| Bihar             | IN-BR |
| Chhattisgarh      | IN-CG |
| Goa               | IN-GA |
| Gujarat           | IN-GJ |
| Haryana           | IN-HR |
| Himachal Pradesh  | IN-HP |
| Jharkhand         | IN-JH |
| Karnataka         | IN-KA |
| Kerala            | IN-KL |
| Madhya Pradesh    | IN-MP |
| Maharashtra       | IN-MH |
| Manipur           | IN-MN |
| Meghalaya         | IN-ML |
| Mizoram           | IN-MZ |
| Nagaland          | IN-NL |
| Odisha            | IN-OD |
| Punjab            | IN-PB |
| Rajasthan         | IN-RJ |
| Sikkim            | IN-SK |
| Tamil Nadu        | IN-TN |
| Telangana         | IN-TS |
| Tripura           | IN-TR |
| Uttarakhand       | IN-UK |
| Uttar Pradesh     | IN-UP |
| Westbengalen      | IN-WB |

### Unionsterritorien
| Territorium                              | Code  |
| ---------------------------------------- | ----- |
| Andamanen und Nikobaren                  | IN-AN |
| Chandigarh                               | IN-CH |
| Dadra und Nagar Haveli und Daman und Diu | IN-DH |
| Delhi                                    | IN-DL |
| Jammu und Kashmir                        | IN-JK |
| Ladakh                                   | IN-LA |
| Lakshadweep                              | IN-LD |
| Puducherry                               | IN-PY |

## Letzte Änderungen
Die letzten Änderungen in den ISO 3166-2-Codes für Indien waren die folgenden:
- 30. Oktober 2014: Hinzunahme des Bundesstaats Telangana (IN-TG), Änderung der Schreibweise des Bundesstaats Orissa in Odisha (IN-OR)
- 22. November 2019: Änderung der Kategorisierung von Jammu und Kashmir (IN-JK) von Bundesstaat zu Unionsterritorium; Hinzunahme des Unionsterritoriums Ladakh (IN-LA)
- 24. November 2020: Löschung der Einträge für die Unionsterritorien Dadra und Nagar Haveli (IN-DN) sowie Daman und Diu (IN-DD); Hinzufügen des Unionsterritoriums Dadra und Nagar Haveli und Daman und Diu (IN-DH)
- 23. November 2023: Änderung von vier Einträgen: IN-CT zu IN-CG, IN-OR zu IN-OD, IN-TG zu IN-TS und IN-UT zu IN-UK.